# Молоковский муниципальный округ
Молоко́вский муниципа́льный о́круг — административно-территориальная единица и одноимённое муниципальное образование (муниципальный округ) на северо-востоке Тверской области России.
Административный центр — посёлок городского типа Молоково.

## География
Округ расположен на северо-востоке области и граничит:
- на севере — с Сандовским муниципальным округом,
- на северо-востоке — с Весьегонским муниципальным округом,
- на востоке — с Краснохолмским муниципальным округом,
- на юге — с Бежецким районом,
- на западе — с Максатихинским районом.

Основные реки — Мелеча, Могоча.

## История
Район образован в 12 июля 1929 года в составе Бежецкого округа Московской области на части территории бывших Молоковской, Поречской и Сулежской волостей Бежецкого уезда и Топалковской волости Весьегонского уезда Тверской губернии.
В состав района первоначально вошли сельсоветы: Андрейцевский, Антоновский, Афанасовский, Ахматовский, Бельский, Березневский, Бор-Шалеевский, Введенский, Вепревский, Галкинский, Гостерачковский, Делединский, Дымцевский, Залужанский, Иванищевский, Косовский, Крутецкий, Кузнецковский, Лесо-Клинский, Михеевский, Молоковский, Новинский, Новокотовский, Перовский, Покровский, Поречьевский, Рамешинский, Рюховский, Сабельский, Савачевский, Симоно-Городковский, Слободский, Снетиновский, Сошниковский, Старовский, Стогиновский, Тестовский, Хорошевский и Черемисский.
23 июля 1930 года район был переподчинён непосредственно облисполкому. В том же году был образован Карельско-Городковский сельсовет (12 сентября 1931 года получил статус национального).
29 января 1935 года Молоковский район вошёл в состав Калининской области.
В феврале 1963 года Молоковский район был ликвидирован (территория вошла в Краснохолмский район), 30 декабря 1966 года образован вновь.
5 апреля 2021 года № 20-ЗО Молоковский район и входящие в его состав городское и сельские поселения были преобразованы в Молоковский муниципальный округ, как административно-территориальная единица район был преобразован в округ.

## Население
| 1939   | 1959    | 1970    | 1979  | 1989  | 2002  | 2006  | 2009  | 2010  |
| ------ | ------- | ------- | ----- | ----- | ----- | ----- | ----- | ----- |
| 39 628 | ↘22 221 | ↘13 232 | ↘9899 | ↘8931 | ↘7015 | ↘6200 | ↘5552 | ↘5235 |
| 2011   | 2012    | 2013    | 2014  | 2015  | 2016  | 2017  | 2018  | 2019  |
| ↘5179  | ↘4998   | ↘4775   | ↘4546 | ↘4399 | ↘4232 | ↘4132 | ↘4006 | ↘3858 |
| 2020   | 2021    | 2023    |       |       |       |       |       |       |
| ↘3773  | ↗3833   | ↘3747   |       |       |       |       |       |       |

Район был самым малонаселённым в области.

### Урбанизация
В городских условиях (пгт Молоково) проживают 47,99 % населения.
Гендерный состав
По данным переписи 2002 года, население составило 7 015 жителей (3 170 мужчин и 3 845 женщин).

### Национальный состав
По итогам переписи населения 2020 года проживали следующие национальности (национальности менее 0,1 % и другое, см. в сноске к строке «Другие»):
| Национальность | Численность, чел. | Доля     |
| -------------- | ----------------- | -------- |
| Русские        | 3627              | 94,63 %  |
| Таджики        | 30                | 0,78 %   |
| Армяне         | 28                | 0,73 %   |
| Украинцы       | 22                | 0,57 %   |
| Другие         | 126               | 3,29 %   |
| Итого          | 3833              | 100,00 % |

## Административно-муниципальное устройство
В Молоковский район, с точки зрения административно-территориального устройства области, входили 3 поселения.
В Молоковский муниципальный район, с точки зрения муниципального устройства, входили 3 муниципальных образования, в том числе 1 городское поселение и 2 сельских поселения:
| №        | Муниципальное образование (до 17.04.2021) | Административный центр | Количество населённых пунктов | Население (чел.) | Площадь (км²) |
| -------- | ----------------------------------------- | ---------------------- | ----------------------------- | ---------------- | ------------- |
| 1e-06    | Городские поселения:                      |                        |                               |                  |               |
| 1        | посёлок Молоково                          | пгт Молоково           | 1                             | ↗1798            | 5,05          |
| 1.000002 | Сельские поселения:                       |                        |                               |                  |               |
| 2        | Молоковское                               | пгт Молоково           | 95                            | ↘791             | 539,23        |
| 3        | Обросовское                               | деревня Обросово       | 89                            | ↘1189            | 635,70        |

В январе 2006 года в муниципальном районе сперва было образовано 1 городское и 5 сельских поселений.
Законом Тверской области от 17 декабря 2015 года были упразднены:
- Ахматовское и Черкасовское сельские поселения, включённые в Обросовское сельское поселение;
- Делединское сельское поселение, включённое в Молоковское сельское поселение.

### Населённые пункты
В Молоковском районе 185 населённых пунктов.
| №   | Населённый пункт        | Тип              | Население | Муниципальное образование (до 17.04.2021) |
| --- | ----------------------- | ---------------- | --------- | ----------------------------------------- |
| 1   | Алешково                | деревня          | ↘12       | Молоковское сельское поселение            |
| 2   | Андрейцево              | деревня          | ↘127      | Молоковское сельское поселение            |
| 3   | Андрюшино               | деревня          | ↘88       | Обросовское сельское поселение            |
| 4   | Анниково                | деревня          | ↘19       | Молоковское сельское поселение            |
| 5   | Антоновское             | село             | ↘111      | Обросовское сельское поселение            |
| 6   | Афанасово               | деревня          | →0        | Молоковское сельское поселение            |
| 7   | Ахматово                | село             | ↘137      | Обросовское сельское поселение            |
| 8   | Бабино                  | деревня          | ↘6        | Молоковское сельское поселение            |
| 9   | Баринцево               | деревня          | ↗14       | Обросовское сельское поселение            |
| 10  | Белая                   | хутор            | →0        | Обросовское сельское поселение            |
| 11  | Белево                  | деревня          | →1        | Молоковское сельское поселение            |
| 12  | Бели                    | деревня          | ↘18       | Молоковское сельское поселение            |
| 13  | Березино                | деревня          | →0        | Молоковское сельское поселение            |
| 14  | Березье                 | деревня          | →0        | Обросовское сельское поселение            |
| 15  | Бесово                  | деревня          | ↘19       | Молоковское сельское поселение            |
| 16  | Бикалиха                | деревня          | ↘1        | Молоковское сельское поселение            |
| 17  | Бикалово                | деревня          | ↘24       | Молоковское сельское поселение            |
| 18  | Богдаево                | деревня          | ↘5        | Обросовское сельское поселение            |
| 19  | Богородское             | деревня          | →0        | Молоковское сельское поселение            |
| 20  | Большая Мотолоша        | деревня          | →0        | Молоковское сельское поселение            |
| 21  | Большие Дельки          | деревня          | ↘1        | Молоковское сельское поселение            |
| 22  | Большое Алексейцево     | деревня          | ↘5        | Молоковское сельское поселение            |
| 23  | Большое Дымцево         | деревня          | ↘1        | Обросовское сельское поселение            |
| 24  | Большое Рашино          | деревня          | ↘6        | Обросовское сельское поселение            |
| 25  | Большое Сырцево         | деревня          | →0        | Молоковское сельское поселение            |
| 26  | Боняк                   | деревня          | ↘1        | Обросовское сельское поселение            |
| 27  | Бор Шалаев              | деревня          | ↘26       | Обросовское сельское поселение            |
| 28  | Борис Глеб              | деревня          | ↘1        | Молоковское сельское поселение            |
| 29  | Борисково               | деревня          | ↘21       | Молоковское сельское поселение            |
| 30  | Борок                   | деревня          | ↘1        | Молоковское сельское поселение            |
| 31  | Брызгалиха              | деревня          | ↘1        | Обросовское сельское поселение            |
| 32  | Василево                | деревня          | ↘26       | Молоковское сельское поселение            |
| 33  | Введенье                | село             | ↘71       | Обросовское сельское поселение            |
| 34  | Веселки                 | деревня          | →0        | Обросовское сельское поселение            |
| 35  | Власиха                 | деревня          | ↘19       | Обросовское сельское поселение            |
| 36  | Волково                 | деревня          | →0        | Обросовское сельское поселение            |
| 37  | Волховицы               | деревня          | ↘10       | Обросовское сельское поселение            |
| 38  | Воробьиха               | деревня          | ↗1        | Молоковское сельское поселение            |
| 39  | Воскресенское           | деревня          | ↘17       | Молоковское сельское поселение            |
| 40  | Восново                 | деревня          | ↗1        | Молоковское сельское поселение            |
| 41  | Выголово                | деревня          | ↘0        | Молоковское сельское поселение            |
| 42  | Высоково                | деревня          | ↘9        | Молоковское сельское поселение            |
| 43  | Высочки                 | деревня          | →5        | Обросовское сельское поселение            |
| 44  | Вязигино                | деревня          | →0        | Обросовское сельское поселение            |
| 45  | Галкино                 | деревня          | ↘1        | Молоковское сельское поселение            |
| 46  | Герасимово              | деревня          | ↗1        | Обросовское сельское поселение            |
| 47  | Глазачево               | деревня          | →0        | Молоковское сельское поселение            |
| 48  | Гора                    | деревня          | ↘8        | Молоковское сельское поселение            |
| 49  | Горка                   | деревня          | ↘50       | Молоковское сельское поселение            |
| 50  | Господинково            | деревня          | →0        | Молоковское сельское поселение            |
| 51  | Гостерачки              | деревня          | ↘1        | Обросовское сельское поселение            |
| 52  | Гричево                 | деревня          | ↘1        | Молоковское сельское поселение            |
| 53  | Даниловское             | деревня          | ↗9        | Обросовское сельское поселение            |
| 54  | Деледино                | село             | ↘121      | Молоковское сельское поселение            |
| 55  | Делединский Льнозавод   | населённый пункт | ↘25       | Молоковское сельское поселение            |
| 56  | Деревеньки              | деревня          | →0        | Молоковское сельское поселение            |
| 57  | Десна                   | деревня          | ↘6        | Молоковское сельское поселение            |
| 58  | Добрино                 | деревня          | →0        | Молоковское сельское поселение            |
| 59  | Дор                     | деревня          | ↘1        | Обросовское сельское поселение            |
| 60  | Доры                    | деревня          | ↘1        | Молоковское сельское поселение            |
| 61  | Дуброва                 | деревня          | ↘6        | Обросовское сельское поселение            |
| 62  | Дубровка                | деревня          | ↘0        | Обросовское сельское поселение            |
| 63  | Дубровка                | деревня          | ↘0        | Обросовское сельское поселение            |
| 64  | Дубровка                | деревня          | →0        | Молоковское сельское поселение            |
| 65  | Еваново                 | деревня          | ↘1        | Обросовское сельское поселение            |
| 66  | Ельцино                 | деревня          | ↘9        | Обросовское сельское поселение            |
| 67  | Еруново                 | деревня          | ↘0        | Обросовское сельское поселение            |
| 68  | Завражье                | деревня          | →0        | Обросовское сельское поселение            |
| 69  | Залезино                | деревня          | ↘6        | Обросовское сельское поселение            |
| 70  | Залужанье               | деревня          | ↘139      | Молоковское сельское поселение            |
| 71  | Занепрядь               | деревня          | →0        | Обросовское сельское поселение            |
| 72  | Заречье                 | деревня          | ↘1        | Обросовское сельское поселение            |
| 73  | Заручье                 | деревня          | →0        | Обросовское сельское поселение            |
| 74  | Заужанье                | деревня          | ↘0        | Обросовское сельское поселение            |
| 75  | Ивашево                 | деревня          | →0        | Молоковское сельское поселение            |
| 76  | Каменка                 | деревня          | ↘1        | Молоковское сельское поселение            |
| 77  | Карельский Городок      | деревня          | #Н/Д      | Обросовское сельское поселение            |
| 78  | Комарицы                | деревня          | ↘5        | Молоковское сельское поселение            |
| 79  | Коноплино               | деревня          | ↘67       | Обросовское сельское поселение            |
| 80  | Коньково                | деревня          | →0        | Молоковское сельское поселение            |
| 81  | Коромыслово             | деревня          | ↘0        | Молоковское сельское поселение            |
| 82  | Косово                  | деревня          | ↘50       | Обросовское сельское поселение            |
| 83  | Костромино              | деревня          | ↘0        | Молоковское сельское поселение            |
| 84  | Красново                | деревня          | ↘0        | Молоковское сельское поселение            |
| 85  | Кривонское              | деревня          | ↘1        | Молоковское сельское поселение            |
| 86  | Круглиха                | деревня          | ↘0        | Молоковское сельское поселение            |
| 87  | Крутец                  | деревня          | →0        | Обросовское сельское поселение            |
| 88  | Кудрино                 | деревня          | ↗24       | Молоковское сельское поселение            |
| 89  | Кузнецково              | деревня          | ↘143      | Молоковское сельское поселение            |
| 90  | Кузнецово               | деревня          | ↘0        | Обросовское сельское поселение            |
| 91  | Кулачево                | деревня          | ↘14       | Обросовское сельское поселение            |
| 92  | Лазарево                | деревня          | →0        | Молоковское сельское поселение            |
| 93  | Лазарьково              | деревня          | ↗9        | Молоковское сельское поселение            |
| 94  | Лазарьково              | деревня          | →0        | Обросовское сельское поселение            |
| 95  | Лахнево                 | деревня          | ↘1        | Молоковское сельское поселение            |
| 96  | Легково                 | деревня          | ↘8        | Молоковское сельское поселение            |
| 97  | Лежаково                | деревня          | ↗8        | Молоковское сельское поселение            |
| 98  | Лентиха                 | деревня          | ↘1        | Обросовское сельское поселение            |
| 99  | Лесоклинье              | деревня          | →0        | Обросовское сельское поселение            |
| 100 | Лисишное                | деревня          | ↗1        | Обросовское сельское поселение            |
| 101 | Логиново                | деревня          | →0        | Молоковское сельское поселение            |
| 102 | Лой                     | деревня          | ↘1        | Молоковское сельское поселение            |
| 103 | Лутовинино              | деревня          | ↘22       | Молоковское сельское поселение            |
| 104 | Ляпино                  | деревня          | ↘5        | Обросовское сельское поселение            |
| 105 | Малая Мотолоша          | деревня          | ↘1        | Молоковское сельское поселение            |
| 106 | Малиновка               | деревня          | →0        | Обросовское сельское поселение            |
| 107 | Малое Алексейцево       | деревня          | →0        | Молоковское сельское поселение            |
| 108 | Малое Дымцево           | деревня          | →0        | Обросовское сельское поселение            |
| 109 | Малое Рашино            | деревня          | ↘0        | Обросовское сельское поселение            |
| 110 | Малые Дельки            | деревня          | ↘0        | Молоковское сельское поселение            |
| 111 | Мануилово               | деревня          | ↗15       | Обросовское сельское поселение            |
| 112 | Марково                 | деревня          | ↗13       | Молоковское сельское поселение            |
| 113 | Машкино                 | деревня          | →0        | Молоковское сельское поселение            |
| 114 | Микшеево                | деревня          | ↘8        | Обросовское сельское поселение            |
| 115 | Михайлово               | деревня          | ↘24       | Молоковское сельское поселение            |
| 116 | Михайловское            | деревня          | ↘1        | Обросовское сельское поселение            |
| 117 | Михалиха                | деревня          | ↗12       | Обросовское сельское поселение            |
| 118 | Михеево                 | деревня          | ↘43       | Обросовское сельское поселение            |
| 119 | Могутово                | деревня          | ↘7        | Молоковское сельское поселение            |
| 120 | Молоково                | пгт              | ↗1798     | посёлок Молоково                          |
| 121 | Мохнилово               | деревня          | →0        | Обросовское сельское поселение            |
| 122 | Мышкино                 | деревня          | ↘5        | Молоковское сельское поселение            |
| 123 | Нивы                    | деревня          | ↘1        | Обросовское сельское поселение            |
| 124 | Никольское              | деревня          | →0        | Обросовское сельское поселение            |
| 125 | Никулино                | деревня          | →8        | Молоковское сельское поселение            |
| 126 | Нипиты                  | деревня          | ↘7        | Молоковское сельское поселение            |
| 127 | Новая Дуброва           | деревня          | →0        | Молоковское сельское поселение            |
| 128 | Новокотово              | деревня          | ↘18       | Обросовское сельское поселение            |
| 129 | Новокотовский Льнозавод | деревня          | ↘93       | Обросовское сельское поселение            |
| 130 | Новоселка               | деревня          | ↗10       | Обросовское сельское поселение            |
| 131 | Облужье                 | деревня          | ↘1        | Обросовское сельское поселение            |
| 132 | Обросово                | деревня          | ↘103      | Обросовское сельское поселение            |
| 133 | Орли                    | деревня          | →0        | Обросовское сельское поселение            |
| 134 | Павловское              | деревня          | ↗5        | Молоковское сельское поселение            |
| 135 | Парфеньево              | деревня          | →0        | Обросовское сельское поселение            |
| 136 | Пашково                 | деревня          | →0        | Молоковское сельское поселение            |
| 137 | Перевертка              | деревня          | ↘20       | Обросовское сельское поселение            |
| 138 | Передово                | деревня          | ↘28       | Обросовское сельское поселение            |
| 139 | Перово                  | деревня          | ↘43       | Обросовское сельское поселение            |
| 140 | Першиха                 | деревня          | →0        | Обросовское сельское поселение            |
| 141 | Погост Троица           | населённый пункт | →0        | Молоковское сельское поселение            |
| 142 | Подертово               | деревня          | ↘74       | Обросовское сельское поселение            |
| 143 | Подсосенье              | деревня          | ↘0        | Молоковское сельское поселение            |
| 144 | Покров                  | деревня          | ↘0        | Молоковское сельское поселение            |
| 145 | Покров                  | деревня          | ↘31       | Обросовское сельское поселение            |
| 146 | Пологи                  | деревня          | →0        | Обросовское сельское поселение            |
| 147 | Порошково               | деревня          | ↘0        | Молоковское сельское поселение            |
| 148 | Пупцево                 | деревня          | ↘12       | Молоковское сельское поселение            |
| 149 | Пуршиха                 | деревня          | →0        | Обросовское сельское поселение            |
| 150 | Рамешки                 | деревня          | ↘81       | Молоковское сельское поселение            |
| 151 | Расловино               | деревня          | ↗45       | Молоковское сельское поселение            |
| 152 | Рашково                 | деревня          | ↘10       | Молоковское сельское поселение            |
| 153 | Репищи                  | деревня          | ↘6        | Молоковское сельское поселение            |
| 154 | Ровново                 | деревня          | ↘1        | Обросовское сельское поселение            |
| 155 | Родичево                | деревня          | ↘10       | Молоковское сельское поселение            |
| 156 | Рябчиха                 | деревня          | →0        | Обросовское сельское поселение            |
| 157 | Сабель                  | деревня          | ↘0        | Обросовское сельское поселение            |
| 158 | Савачево                | деревня          | ↘12       | Обросовское сельское поселение            |
| 159 | Синьково                | деревня          | ↘5        | Обросовское сельское поселение            |
| 160 | Слобода                 | деревня          | ↘0        | Молоковское сельское поселение            |
| 161 | Старовецкое             | деревня          | →0        | Обросовское сельское поселение            |
| 162 | Старово                 | деревня          | →5        | Молоковское сельское поселение            |
| 163 | Старово                 | деревня          | ↘0        | Обросовское сельское поселение            |
| 164 | Степушино               | деревня          | →0        | Молоковское сельское поселение            |
| 165 | Стогиново               | деревня          | ↘5        | Молоковское сельское поселение            |
| 166 | Стояново                | деревня          | →0        | Молоковское сельское поселение            |
| 167 | Стояново                | деревня          | ↘0        | Обросовское сельское поселение            |
| 168 | Суборь                  | деревня          | ↘15       | Обросовское сельское поселение            |
| 169 | Тестово                 | деревня          | ↘0        | Обросовское сельское поселение            |
| 170 | Тужилово                | деревня          | ↘0        | Молоковское сельское поселение            |
| 171 | Турово                  | деревня          | ↘12       | Молоковское сельское поселение            |
| 172 | Тушитово                | деревня          | ↘9        | Молоковское сельское поселение            |
| 173 | Уменицы                 | деревня          | ↘1        | Обросовское сельское поселение            |
| 174 | Холм                    | деревня          | ↘0        | Молоковское сельское поселение            |
| 175 | Церпени                 | деревня          | ↘1        | Молоковское сельское поселение            |
| 176 | Церпени                 | деревня          | ↗13       | Обросовское сельское поселение            |
| 177 | Чеганцево               | деревня          | →0        | Молоковское сельское поселение            |
| 178 | Черемись                | деревня          | ↘49       | Обросовское сельское поселение            |
| 179 | Черкасово               | деревня          | ↘203      | Обросовское сельское поселение            |
| 180 | Чернево                 | деревня          | ↘57       | Молоковское сельское поселение            |
| 181 | Чисти                   | деревня          | →8        | Обросовское сельское поселение            |
| 182 | Шелепулево              | деревня          | →1        | Молоковское сельское поселение            |
| 183 | Щекино                  | деревня          | →0        | Молоковское сельское поселение            |
| 184 | Юрьево                  | деревня          | ↘1        | Обросовское сельское поселение            |
| 185 | Яковлевское             | деревня          | →0        | Обросовское сельское поселение            |

Упразднённые населённые пункты:
- 2001 год - деревни Яковцево, Высокуша, Павшино[35].

## Транспорт
Автодорога Хабоцкое — Молоково — Сандово.